# Llista de composicions d'Antonio Vivaldi

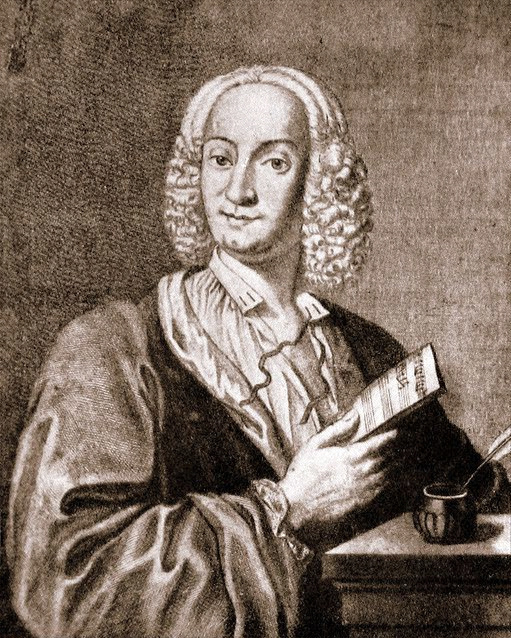
Antonio Vivaldi (gravat de François Morellon de La Cave, de l'edició de Michel-Charles Le Cène de l'op. 8 de Vivaldi.

La llista de composicions d'Antonio Vivaldi (1678–1741), compositor barroc venecià, és llarga, però podria ser-ho més, i en els propers anys es podria incrementar. Sardelli fa un càlcul de motets de Vivaldi i explica que l'Ospedale della Pietà tenia regulat des de 1710, que el seu «Maestro di coro» estava obligat a proporcionar, entre altres composicions litúrgiques, dos motets nous al mes. A Vivaldi, el 1715, després de dos anys, li pagaren honoraris relacionats amb "una missa sencera, un "Vespre", un oratori, més de trenta motets, i altres tasques. Per tant, aquests "més de trenta motets" eren el resultat d'aproximadament un any i mig de treball i, fins al 1716 que seria nomenat director, n'hauria compost uns 24 motets més. Sabem segur que n'hi ha 11 més que estan certificats com a entregats el 1739. Amb tot, es podria fer una estimació d'entre 65 i 70 motets, sens dubte, per a la Pietà. A aquest nombre, cal afegir un nombre desconegut de motets escrits per a altres institucions i ocasions. Però d'aquesta possible gran xifra d'obres, actualment només ens han arribat manuscrits d'un petit nucli de 12 motets. Aquesta gran pèrdua es reprodueix en altres tipus de repertori de Vivaldi. Pel que fa als drames musicals (òperes), Vivaldi afirmava que havia compost 94 òperes, però han estat identificats uns 50 títols dels quals només existeixen les partitures d'aproximadament 20 òperes, ja siguin senceres o en fragments. Dels grans oratoris, es coneix l'existència de quatre però només hi ha la partitura d'un. I una de les principals causes és el descuit o la incapacitat per conservar aquest patrimoni. Centenars i centenars de concerts, sonates, obres sacres de qualsevol tipus compostos per Vivaldi durant uns 37 anys, que no han sigut preservats per institucions com la Pietà.

## Obres amb número d'opus
A continuació es mostra una llista de composicions de Vivaldi que es van publicar durant la seva vida i es va assignar un número d'opus. L'esquema més complet de numeració RV es va crear molt més tard, en la dècada de 1970.
| Opus | Obra | Data      | RV                                                            |
| ---- | --- | --------- | ------------------------------------------------------------- |
| 1    | 12 sonates per a dos violins i baix continu | 1705      | 73, 67, 61, 66, 69, 62, 65, 64, 75, 78, 79, 63                |
| 2    | 12 sonates per a violí i baix continu | 1709      | 27, 31, 14, 20, 36, 1, 8, 23, 16, 21, 9, 32                   |
| 3    | L'estro armonico (Inspiració harmònica), 12 concerts per a diverses combinacions, de les quals les més conegudes són la núm. 6 en la menor per a violí, núm. 8 en la menor per a dos violins i núm. 10 in Si menor per a quatre violins | 1711      | 549, 578, 310, 550, 519, 356, 567, 522, 230, 580, 565, 265    |
| 4    | La stravaganza, 12 concerts per a violí | c. 1714   | 383a, 279, 301, 357, 347, 316a, 185, 249, 284, 196, 204, 298  |
| 5    | Quatre sonates per a violí i dos sonates per a dos violins i baix continu | 1716      | 18, 30, 33, 35, 76, 72                                        |
| 6    | Sis concerts per a violí | 1716–1721 | 324, 259, 318, 216, 280, 239                                  |
| 7    | 12 concerts (2 per a oboè i 10 per a violí), de les quals tres no es consideren autèntics: núms. 1 i 7 (ambdues en si♭ major) per a oboè, i núm. 9 (també en si♭ major) per a violí                                                     | 1716–1717 | 465, 188, 326, 354, 285a, 374, 464, 299, 373, 294a, 208a, 214 |
| 8    | Il cimento dell'armonia e dell'inventione (La competició entre la harmonia i la invenció), 12 concerts per a violí; els primers quatre concerts són coneguts com a Le quattro stagioni (Les quatre estacions)                           | 1723      | 269, 315, 293, 297, 253, 180, 242, 332, 236, 362, 210, 178    |
| 9    | La cetra (La lira), 12 concerts per a violí, tots per a violí solista excepte el núm. 9 en si♭ major que és per a dos violins | 1727      | 181a, 345, 334, 263a, 358, 348, 359, 238, 530, 300, 198a, 391 |
| 10   | Sis concerts per a flauta (una segona versió per a flauta dolça fou impresa a Venècia) | c. 1728   | 433, 439, 428, 435, 434, 437                                  |
| 11   | Cinc concerts per a violí, i un per a oboè, el núm. 2 en mi menor, RV 277, més conegut com Il favorito | 1729      | 207, 277, 336, 308, 202, 460                                  |
| 12   | Cinc concerts per a violí i un sense cap solista | 1729      | 317, 244, 124, 173, 379, 361                                  |

### Obra fictícia, opus 13
Una obra suposada amb l'"opus 13", "Il pastor fido" ("El pastor fidel"), no fou composta per Vivaldi, sinó per un impostor, Nicolas Chédeville. Aquesta composició falsament atribuïda inclou sis sonates per a musette, viella, flauta dolça, flauta travessera, oboè o violí, i baix continu.
Aquesta falsificació fou publicada el 1737 per Chédeville a través d'un acord secret amb Jean-Noël Marchand per publicar una col·lecció de composicions de Chédeville sota el nom de Vivaldi. Chédeville va subministrar el finançament i va rebre els beneficis, tots els quals van ser documentats en una acta notarial de Marchand de 1749.

## Obres segons el número RV
La majoria de les obres de Vivaldi no tenen un número d'opus i, per tant, es dona la referència d'un número de catàleg RV (Ryom Verzeichnis).

### Concerts, simfonies, sonates
| Forma       | Instrumentació (Totes amb baix continu)                                                                       | Tonalitat | RV   | Notes |
| ----------- | --- | --------- | ---- | --- |
| Concert     | Corda | Do major  | 109  | |
| Concert     | Corda | Do major  | 110  | |
| Concert     | Corda | Do major  | 111  | Relacionat amb la simfonia per a l'òpera Giustino, RV 717. |
| Concert     | Corda | Do major  | 113  | |
| Concert     | Corda | Do major  | 114  | |
| Concert     | Corda | Do major  | 115  | Ripieno |
| Concert     | Corda | Do major  | 117  | Relacionat amb la serenata La Sena festeggiante, RV 693. |
| Concert     | Corda | Do menor  | 118  | |
| Concert     | Corda | Do menor  | 119  | |
| Concert     | Corda | Do menor  | 120  | |
| Concert     | Corda | Re major  | 121  | |
| Concert     | Corda | Re major  | 123  | |
| Concert     | Corda | Re major  | 124  | Op. 12 núm. 3 |
| Concert     | Corda | Re major  | 126  | |
| Concert     | Corda | Re major  | 786  | Incomplet. |
| Concert     | Corda | Re menor  | 127  | |
| Concert     | Corda | Re menor  | 128  | |
| Concert     | Corda | Re menor  | 129  | Madrigalesco |
| Concert     | Corda | Mi menor  | 133  | |
| Concert     | Corda | Mi menor  | 134  | També llistat com una simfonia a Ryom. |
| Concert     | Corda | Fa major  | 136  | |
| Concert     | Corda | Fa major  | 138  | |
| Concert     | Corda | Fa major  | 139  | Relacionat amb RV 543. |
| Concert     | Corda | Fa major  | 141  | |
| Concert     | Corda | Fa major  | 142  | |
| Concert     | Corda | Fa menor  | 143  | |
| Concert     | Corda | Sol major | 144  | "Introdutione" de Giuseppe Tartini; eliminat a Ryom. Es fals.                                                                                                  |
| Concert     | Corda | Sol major | 145  | |
| Concert     | Corda | Sol major | 150  | |
| Concert     | Corda | Sol major | 151  | Alla rustica |
| Concert     | Corda | Sol menor | 152  | Ripieno; font del manuscrit, Torí: Foa 30, BL 55–60. |
| Concert     | Corda | Sol menor | 153  | Originale |
| Concert     | Corda | Sol menor | 154  | |
| Concert     | Corda | Sol menor | 155  | |
| Concert     | Corda | Sol menor | 156  | |
| Concert     | Corda | Sol menor | 157  | |
| Concert     | Corda | La major  | 158  | Ripieno; font del manuscrit, Torí: Foa 30, BL 42–49. |
| Concert     | Corda | La major  | 159  | |
| Concert     | Corda | La major  | 160  | |
| Concert     | Corda | La menor  | 161  | |
| Concert     | Corda | Si♭ major | 163  | Conca |
| Concert     | Corda | Si♭ major | 164  | |
| Concert     | Corda | Si♭ major | 165  | |
| Concert     | Corda | Si♭ major | 166  | |
| Concert     | Corda | Si♭ major | 167  | |
| Concert     | Fagot, corda                                                                                                  | Do major  | 466  | |
| Concert     | Fagot, corda                                                                                                  | Do major  | 467  | |
| Concert     | Fagot, corda                                                                                                  | Do major  | 468  | Incomplet. |
| Concert     | Fagot, corda                                                                                                  | Do major  | 469  | |
| Concert     | Fagot, corda                                                                                                  | Do major  | 470  | Relacionat amb RV 447 i RV 448. |
| Concert     | Fagot, corda                                                                                                  | Do major  | 471  | Molt relacionat amb RV 450. |
| Concert     | Fagot, corda                                                                                                  | Do major  | 472  | |
| Concert     | Fagot, corda                                                                                                  | Do major  | 473  | |
| Concert     | Fagot, corda                                                                                                  | Do major  | 474  | |
| Concert     | Fagot, corda                                                                                                  | Do major  | 475  | |
| Concert     | Fagot, corda                                                                                                  | Do major  | 476  | |
| Concert     | Fagot, corda                                                                                                  | Do major  | 477  | |
| Concert     | Fagot, corda                                                                                                  | Do major  | 478  | |
| Concert     | Fagot, corda                                                                                                  | Do major  | 479  | |
| Concert     | Fagot, corda                                                                                                  | Do menor  | 480  | |
| Concert     | Fagot, corda                                                                                                  | Re menor  | 481  | Molt relacionat amb RV 406. |
| Concert     | Fagot, corda                                                                                                  | Re menor  | 482  | Incomplet. |
| Concert     | Fagot, corda                                                                                                  | Mi♭ major | 483  | |
| Concert     | Fagot, corda                                                                                                  | Mi menor  | 484  | |
| Concert     | Fagot, corda                                                                                                  | Fa major  | 485  | Relacionat amb RV 457. |
| Concert     | Fagot, corda                                                                                                  | Fa major  | 486  | |
| Concert     | Fagot, corda                                                                                                  | Fa major  | 487  | Font del manuscrit, Torí: Foa 32, BL 135–142. |
| Concert     | Fagot, corda                                                                                                  | Fa major  | 488  | |
| Concert     | Fagot, corda                                                                                                  | Fa major  | 489  | |
| Concert     | Fagot, corda                                                                                                  | Fa major  | 490  | |
| Concert     | Fagot, corda                                                                                                  | Fa major  | 491  | |
| Concert     | Fagot, corda                                                                                                  | Sol major | 492  | |
| Concert     | Fagot, corda                                                                                                  | Sol major | 493  | |
| Concert     | Fagot, corda                                                                                                  | Sol major | 494  | |
| Concert     | Fagot, corda                                                                                                  | Sol menor | 495  | |
| Concert     | Fagot, corda                                                                                                  | Sol menor | 496  | Dedicat al Marquès de Marzin (o "Morzin", "Morcin") |
| Concert     | Fagot, corda                                                                                                  | La menor  | 497  | |
| Concert     | Fagot, corda                                                                                                  | La menor  | 498  | |
| Concert     | Fagot, corda                                                                                                  | La menor  | 499  | |
| Concert     | Fagot, corda                                                                                                  | La menor  | 500  | |
| Concert     | Fagot, corda                                                                                                  | Si♭ major | 501  | La notte |
| Concert     | Fagot, corda                                                                                                  | Si♭ major | 502  | |
| Concert     | Fagot, corda                                                                                                  | Si♭ major | 503  | |
| Concert     | Fagot, corda                                                                                                  | Si♭ major | 504  | |
| Concert     | Violoncel, corda                                                                                              | Do major  | 398  | |
| Concert     | Violoncel, corda                                                                                              | Do major  | 399  | |
| Concert     | Violoncel, corda                                                                                              | Do major  | 400  | |
| Concert     | Violoncel, corda                                                                                              | Do menor  | 401  | |
| Concert     | Violoncel, corda                                                                                              | Do menor  | 402  | |
| Concert     | Violoncel, corda                                                                                              | Re major  | 403  | |
| Concert     | Violoncel, corda                                                                                              | Re major  | 404  | Fals. Eliminat i modificat com a Anh. 145. |
| Concert     | Violoncel, corda                                                                                              | Re menor  | 405  | |
| Concert     | Violoncel, corda                                                                                              | Re menor  | 406  | Relacionat amb RV 481. |
| Concert     | Violoncel, corda                                                                                              | Re menor  | 407  | Moviment lent relacionat amb el del RV 334 (Concert per a violí, op. 9 núm. 3).                                                                                |
| Concert     | Violoncel, corda                                                                                              | Mi♭ major | 408  | |
| Concert     | Violoncel, corda                                                                                              | Mi menor  | 787  | Incomplet. |
| Concert     | Violoncel, corda                                                                                              | Fa major  | 410  | |
| Concert     | Violoncel, corda                                                                                              | Fa major  | 411  | |
| Concert     | Violoncel, corda                                                                                              | Fa major  | 412  | |
| Concert     | Violoncel, corda                                                                                              | Sol major | 413  | 1r mov. |
| Concert     | Violoncel, corda                                                                                              | Sol major | 414  | |
| Concert     | Violoncel, corda                                                                                              | Sol major | 415  | Fals. Eliminat i modificat com a Anh. 146. |
| Concert     | Violoncel, corda                                                                                              | Sol menor | 416  | |
| Concert     | Violoncel, corda                                                                                              | Sol menor | 417  | |
| Concert     | Violoncel, corda                                                                                              | La menor  | 418  | |
| Concert     | Violoncel, corda                                                                                              | La menor  | 419  | |
| Concert     | Violoncel, corda                                                                                              | La menor  | 420  | |
| Concert     | Violoncel, corda                                                                                              | La menor  | 421  | |
| Concert     | Violoncel, corda                                                                                              | La menor  | 422  | |
| Concert     | Violoncel, corda                                                                                              | Si♭ major | 423  | |
| Concert     | Violoncel, corda                                                                                              | Si♭ major | 788  | Incomplet. |
| Concert     | Violoncel, corda                                                                                              | Si menor  | 424  | |
| Concert     | Violoncel, corda                                                                                              | Mi menor  | 409  | |
| Concert     | 2 violoncels, corda                                                                                           | Sol menor | 531  | |
| Concert     | 2 clarinets, 2 oboès, corda                                                                                   | Do major  | 559  | |
| Concert     | 2 clarinets, 2 oboès, corda                                                                                   | Do major  | 560  | |
| Concert     | Flautí, corda                                                                                                 | Do major  | 443  | |
| Concert     | Flautí, corda                                                                                                 | Do major  | 444  | |
| Concert     | Flautí, corda                                                                                                 | La menor  | 445  | |
| Concert     | Flauta, corda                                                                                                 | Re major  | 426  | |
| Concert     | Flauta, corda                                                                                                 | Re major  | 427  | |
| Concert     | Flauta, corda                                                                                                 | Re major  | 428  | Op. 10 núm. 3: Il gardellino (La cadernera); molt relacionat amb RV 90.                                                                                        |
| Concert     | Flauta, corda                                                                                                 | Re major  | 429  | |
| Concert     | Flauta, corda                                                                                                 | Re major  | 783  | |
| Concert     | Flauta, corda                                                                                                 | Mi menor  | 430  | Molt relacionat amb RV 275a. |
| Concert     | Flauta, corda                                                                                                 | Mi menor  | 431  | Incomplet. |
| Concert     | Flauta, corda                                                                                                 | Re menor  | 431a | Il gran mogol |
| Concert     | Flauta, corda                                                                                                 | Mi menor  | 432  | Incomplet. |
| Concert     | Flauta, corda                                                                                                 | Fa major  | 433  | Op. 10 núm. 1: La tempesta di mare, molt relacionat amb RV 98 i RV 570.                                                                                        |
| Concert     | Flauta, corda                                                                                                 | Fa major  | 434  | Op. 10 núm. 5: molt relacionat amb RV 442. |
| Concert     | Flauta, corda                                                                                                 | Sol major | 435  | Op. 10 núm. 4: Publicat a Amsterdam, per Le Cene (#544). |
| Concert     | Flauta, corda                                                                                                 | Sol major | 436  | |
| Concert     | Flauta, corda                                                                                                 | Sol major | 437  | Op. 10 núm. 6: molt relacionat amb RV 101. |
| Concert     | Flauta, corda                                                                                                 | Sol major | 438  | |
| Concert     | Flauta, corda                                                                                                 | Sol menor | 439  | Op. 10 núm. 2: La notte, molt relacionat amb RV 104. |
| Concert     | Flauta, corda                                                                                                 | La menor  | 440  | |
| Concert     | Flauta, corda                                                                                                 | ?         | 750  | Quatre concerts 'nacionals': La Francia, La Spagna, L'Inghilterro, Il gran mogol.                                                                              |
| Concert     | Flauta, corda                                                                                                 | Sol major | 784  | Perdut. |
| Concert     | Flauta, corda                                                                                                 | Sol major | 805  | Perdut. |
| Concert     | Flauta, corda                                                                                                 | ?         | 821  | La Francia. Perdut. Abans catalogat com a RV 750. |
| Concert     | Flauta, corda                                                                                                 | ?         | 822  | L'Inghilterra. Perdut. Abans catalogat com a RV 750. |
| Concert     | Flauta, corda                                                                                                 | ?         | 823  | L'Olanda. Perdut. Abans catalogat com a RV 750. |
| Concert     | Flauta, corda                                                                                                 | ?         | 824  | La Germania. Perdut. Abans catalogat com a RV 750. |
| Concert     | Flauta, corda                                                                                                 | ?         | 825  | La Spania. Perdut. Abans catalogat com a RV 750. |
| Concert     | Flauta, corda                                                                                                 | ?         | 826  | L'Italia. Perdut. Abans catalogat com a RV 750. |
| Concert     | Flauta, 2 violins                                                                                             | Re major  | 89   | |
| Concert     | Flauta, 2 violins                                                                                             | Sol major | 102  | |
| Concert     | Flauta, oboè, violí, fagot, corda                                                                             | Do major  | 88   | |
| Concert     | Flauta, oboè, violí, fagot, corda                                                                             | Fa major  | 98   | Relacionat amb RV 433 i RV 570; les tres obres titulades La tempesta di mare.                                                                                  |
| Concert     | Flauta, oboè, violí, fagot, corda                                                                             | Fa major  | 99   | Relacionat amb RV 571. |
| Concert     | Flauta, oboè, violí, fagot, corda                                                                             | Sol menor | 107  | |
| Concert     | Flauta, oboè, violí, fagot, corda                                                                             | Fa major  | 570  | La tempesta di mare; relacionat amb RV 98 i RV 433. Violí, només en el 1r mov.                                                                                 |
| Concert     | Flauta, violí & fagot o 2 violins & violoncel                                                                 | Sol menor | 106  | |
| Concert     | Flauta, violí & fagot o 2 violins & violoncel                                                                 | Sol menor | 106a | |
| Concert     | Flauta, violí, fagot, corda                                                                                   | Re major  | 91   | |
| Concert     | Flauta, violí, fagot, corda                                                                                   | Re menor  | 96   | |
| Concert     | Flauta, violí, fagot, corda                                                                                   | Fa major  | 100  | |
| Concert     | Flauta i 2 violins, o 3 violins, fagot                                                                        | Sol menor | 104  | Relacionat amb RV 439, ambdós titulats La notte. |
| Concert     | 3 violins, violoncel                                                                                          | Sol menor | 104a | La notte |
| Concert     | 2 flautes, corda                                                                                              | Do major  | 533  | |
| Concert     | 2 flautes, 2 oboès, violí, violoncel, clavecí, corda                                                          | Fa major  | 572  | Il Proteo, o il mondo al rovescio. Relacionat amb RV 544. |
| Concert     | 2 flautes, 2 violins, 2 fagots, corda                                                                         | Re major  | 751  | Perdut. |
| Concert     | Clavecí, corda                                                                                                | La major  | 780  | Relacionat amb RV 546. |
| Concert     | 2 trompes, corda                                                                                              | Fa major  | 538  | |
| Concert     | 2 trompes, corda                                                                                              | Fa major  | 539  | |
| Concert     | Llaüt, 2 violins                                                                                              | Re major  | 93   | |
| Concert     | Mandolina, corda                                                                                              | Do major  | 425  | |
| Concert     | 2 mandolines, corda                                                                                           | Sol major | 532  | |
| Concert     | Oboè, corda                                                                                                   | Do major  | 446  | |
| Concert     | Oboè, corda                                                                                                   | Do major  | 447  | Relacionat amb RV 448 i RV 470. |
| Concert     | Oboè, corda                                                                                                   | Do major  | 448  | Relacionat amb RV 447 i RV 470. |
| Concert     | Oboè, corda                                                                                                   | Do major  | 449  | Versió per a oboè del "Concert per a violí RV 178" de Il cimento dell'armonia e dell'inventione, op. 8 núm. 12.                                                |
| Concert     | Oboè, corda                                                                                                   | Do major  | 450  | Molt relacionat amb RV 471. |
| Concert     | Oboè, corda                                                                                                   | Do major  | 451  | |
| Concert     | Oboè, corda                                                                                                   | Do major  | 452  | |
| Concert     | Oboè, corda                                                                                                   | Re major  | 453  | |
| Concert     | Oboè, corda                                                                                                   | Re menor  | 454  | El mateix que el "Concert per a violí, RV 236" de Il cimento dell'armonia e dell'inventione, op. 8 núm. 9.                                                     |
| Concert     | Oboè, corda                                                                                                   | Fa major  | 455  | |
| Concert     | Oboè, corda                                                                                                   | Fa major  | 456  | John Walsh #384; d'autenticitat dubtosa. |
| Concert     | Oboè, corda                                                                                                   | Fa major  | 457  | Molt relacionat amb RV 485. |
| Concert     | Oboè, corda                                                                                                   | Fa major  | 458  | Fals. Eliminat i modificat com a Anh. 152. |
| Concert     | Oboè, corda                                                                                                   | Sol menor | 459  | Incomplet. |
| Concert     | Oboè, corda                                                                                                   | Sol menor | 460  | Op.11 núm. 6. molt relacionat amb RV 334. |
| Concert     | Oboè, corda                                                                                                   | La menor  | 461  | |
| Concert     | Oboè, corda                                                                                                   | La menor  | 462  | |
| Concert     | Oboè, corda                                                                                                   | La menor  | 463  | Relacionat amb RV 500. |
| Concert     | Oboè, corda                                                                                                   | Si♭ major | 464  | Fals. Eliminat i modificat com a Anh. 141. |
| Concert     | Oboè, corda                                                                                                   | Si♭ major | 465  | Fals. Eliminat i modificat com a Anh. 142. |
| Concert     | Oboè, fagot, corda                                                                                            | Sol major | 545  | |
| Concert     | Oboè, violoncel, corda                                                                                        | Sol menor | 812  | |
| Concert     | 2 oboès, corda                                                                                                | Do major  | 534  | |
| Concert     | 2 oboès, corda                                                                                                | Re menor  | 535  | |
| Concert     | 2 oboès, corda                                                                                                | La menor  | 536  | |
| Concert     | 2 oboès, 2 clarinets, 2 flautes d., 2 violins, fagot, corda                                                   | Do major  | 556  | Per la solennità di S. Lorenzo |
| Concert     | 2 oboès, 2 flautes d., 2 violins, fagot, corda                                                                | Do major  | 556a | Per la solennità di S. Lorenzo |
| Concert     | 2 oboès, 2 trompes, 2 fagots, corda                                                                           | Fa major  | 573  | Perdut. |
| Concert     | Flauta d., corda                                                                                              | Do menor  | 441  | |
| Concert     | Flauta d., corda                                                                                              | Fa major  | 442  | |
| Concert     | Flauta d., oboè, fagot, corda                                                                                 | Sol menor | 103  | |
| Concert     | Flauta d., oboè, violí, fagot                                                                                 | Re major  | 94   | |
| Concert     | Flauta d., oboè, violí, fagot                                                                                 | Sol major | 101  | Relacionat amb RV 437. |
| Concert     | Flauta d., oboè, violí, fagot                                                                                 | Sol menor | 105  | |
| Concert     | Flauta d., oboè, violí, o 3 violins, fagot                                                                    | Re major  | 95   | La pastorella |
| Concert     | 3 violins, violoncel                                                                                          | Re major  | 95a  | La pastorella |
| Concert     | Flauta d., oboè, 2 violins                                                                                    | Do major  | 87   | |
| Concert     | Flauta d., violí, fagot                                                                                       | Re major  | 92   | |
| Concert     | Flauta d., violí, violoncel                                                                                   | Re major  | 92a  | |
| Concert     | Flauta d., 2 violins                                                                                          | La menor  | 108  | |
| Concert     | 2 trompetes, corda                                                                                            | Do major  | 537  | |
| Concert     | 2 trompetes, corda                                                                                            | Re major  | 781  | Relacionat amb RV 563. |
| Concert     | Viola d'amore, corda                                                                                          | Re major  | 392  | |
| Concert     | Viola d'amore, corda                                                                                          | Re menor  | 393  | |
| Concert     | Viola d'amore, corda                                                                                          | Re menor  | 394  | |
| Concert     | Viola d'amore, corda                                                                                          | Re menor  | 395  | |
| Concert     | Viola d'amore, corda                                                                                          | Re menor  | 395a | |
| Concert     | Viola d'amore, corda                                                                                          | La major  | 396  | Relacionat amb RV 744. |
| Concert     | Viola d'amore, corda                                                                                          | La menor  | 397  | |
| Concert     | Viola d'amore, llaüt, corda                                                                                   | Re menor  | 540  | |
| Concert     | Viola, 2 trompes, 2 oboès, fagot, corda                                                                       | Fa major  | 97   | |
| Concert     | Violí, corda                                                                                                  | Do major  | 170  | |
| Concert     | Violí, corda                                                                                                  | Do major  | 171  | |
| Concert     | Violí, corda                                                                                                  | Do major  | 172  | Dedicat a Pisendel. |
| Concert     | Violí, corda                                                                                                  | Do major  | 172a | D'autenticitat dubtosa. 3r mov. diferent i un 2n mov. addicional del RV 172; incomplet.                                                                        |
| Concert     | Violí, corda                                                                                                  | Do major  | 173  | Op. 12 núm. 4 |
| Concert     | Violí, corda                                                                                                  | Do major  | 174  | Perdut. |
| Concert     | Violí, corda                                                                                                  | Do major  | 175  | |
| Concert     | Violí, corda                                                                                                  | Do major  | 176  | |
| Concert     | Violí, corda                                                                                                  | Do major  | 177  | |
| Concert     | Violí, corda                                                                                                  | Do major  | 178  | Il cimento dell'armonia e dell'inventione. També existeix com un "Concert per a oboè, RV 449".                                                                 |
| Concert     | Violí, corda                                                                                                  | Do major  | 179  | Relacionat amb RV 581. |
| Concert     | Violí, corda                                                                                                  | Do major  | 179a | 3r mov. diferent de RV 179; incomplet. |
| Concert     | Violí, corda                                                                                                  | Do major  | 180  | "Il piacere" de Il cimento dell'armonia e dell'inventione, op. 8 núm. 6                                                                                        |
| Concert     | Violí, corda                                                                                                  | Do major  | 181  | |
| Concert     | Violí, corda                                                                                                  | Do major  | 181a | La cetra, op. 9 núm. 1 |
| Concert     | Violí, corda                                                                                                  | Do major  | 182  | |
| Concert     | Violí, corda                                                                                                  | Do major  | 183  | |
| Concert     | Violí, corda                                                                                                  | Do major  | 184  | |
| Concert     | Violí, corda                                                                                                  | Do major  | 185  | La stravaganza, op. 4 núm. 7 |
| Concert     | Violí, corda                                                                                                  | Do major  | 186  | |
| Concert     | Violí, corda                                                                                                  | Do major  | 187  | |
| Concert     | Violí, corda                                                                                                  | Do major  | 188  | Op. 7 núm. 2 |
| Concert     | Violí, corda                                                                                                  | Do major  | 189  | |
| Concert     | Violí, corda                                                                                                  | Do major  | 190  | |
| Concert     | Violí, corda                                                                                                  | Do major  | 191  | |
| Concert     | Violí, corda                                                                                                  | Do major  | 193  | Perdut. |
| Concert     | Violí, corda                                                                                                  | Do major  | 194  | |
| Concert     | Violí, corda                                                                                                  | Do major  | 195  | Roger #417. |
| Concert     | Violí, corda                                                                                                  | Do menor  | 196  | La stravaganza, op. 4 núm. 10 |
| Concert     | Violí, corda                                                                                                  | Do menor  | 197  | |
| Concert     | Violí, corda                                                                                                  | Do menor  | 198  | |
| Concert     | Violí, corda                                                                                                  | Do menor  | 198a | La cetra, op. 9 núm. 11 |
| Concert     | Violí, corda                                                                                                  | Do menor  | 199  | Il sospetto |
| Concert     | Violí, corda                                                                                                  | Do menor  | 200  | Perdut. |
| Concert     | Violí, corda                                                                                                  | Do menor  | 201  | |
| Concert     | Violí, corda                                                                                                  | Do menor  | 202  | Op. 11 núm. 5 |
| Concert     | Violí, corda                                                                                                  | Re major  | 203  | Incomplet. |
| Concert     | Violí, corda                                                                                                  | Re major  | 204  | La stravaganza, op. 4 núm. 11 |
| Concert     | Violí, corda                                                                                                  | Re major  | 205  | Dedicat a Pisendel. |
| Concert     | Violí, corda                                                                                                  | Re major  | 206  | |
| Concert     | Violí, corda                                                                                                  | Re major  | 207  | Op. 11 núm. 1 |
| Concert     | Violí, corda                                                                                                  | Re major  | 208  | Grosso Mogul – Bach BWV 594. |
| Concert     | Violí, corda                                                                                                  | Re major  | 208a | |
| Concert     | Violí, corda                                                                                                  | Re major  | 209  | |
| Concert     | Violí, corda                                                                                                  | Re major  | 210  | Il cimento dell'armonia e dell'inventione, op. 8 núm. 11 |
| Concert     | Violí, corda                                                                                                  | Re major  | 211  | |
| Concert     | Violí, corda                                                                                                  | Re major  | 212  | "Fatto per la solennità della S. Lingua de S. Antonio de Padua".                                                                                               |
| Concert     | Violí, corda                                                                                                  | Re major  | 212a | |
| Concert     | Violí, corda                                                                                                  | Re major  | 213  | |
| Concert     | Violí, corda                                                                                                  | Re major  | 213a | Diferent del 3r moviment del RV 213; incomplet. |
| Concert     | Violí, corda                                                                                                  | Re major  | 214  | |
| Concert     | Violí, corda                                                                                                  | Re major  | 215  | |
| Concert     | Violí, corda                                                                                                  | Re major  | 216  | Op. 6 núm. 4 |
| Concert     | Violí, corda                                                                                                  | Re major  | 217  | |
| Concert     | Violí, corda                                                                                                  | Re major  | 218  | |
| Concert     | Violí, corda                                                                                                  | Re major  | 219  | |
| Concert     | Violí, corda                                                                                                  | Re major  | 220  | Roger #432/433. |
| Concert     | Violí, corda                                                                                                  | Re major  | 221  | Violino in tromba |
| Concert     | Violí, corda                                                                                                  | Re major  | 222  | |
| Concert     | Violí, corda                                                                                                  | Re major  | 223  | Molt relacionat amb RV 263a i RV 762. |
| Concert     | Violí, corda                                                                                                  | Re major  | 224  | |
| Concert     | Violí, corda                                                                                                  | Re major  | 224a | 2n moviment diferent del RV 224. |
| Concert     | Violí, corda                                                                                                  | Re major  | 225  | |
| Concert     | Violí, corda                                                                                                  | Re major  | 226  | |
| Concert     | Violí, corda                                                                                                  | Re major  | 227  | |
| Concert     | Violí, corda                                                                                                  | Re major  | 228  | |
| Concert     | Violí, corda                                                                                                  | Re major  | 229  | |
| Concert     | Violí, corda                                                                                                  | Re major  | 230  | L'estro armonico, op. 3 núm. 9. Bach BWV 972. |
| Concert     | Violí, corda                                                                                                  | Re major  | 231  | |
| Concert     | Violí, corda                                                                                                  | Re major  | 232  | |
| Concert     | Violí, corda                                                                                                  | Re major  | 233  | |
| Concert     | Violí, corda                                                                                                  | Re major  | 234  | L'inquietudine |
| Concert     | Violí, corda                                                                                                  | Re menor  | 235  | |
| Concert     | Violí, corda                                                                                                  | Re menor  | 236  | Il cimento dell'armonia e dell'inventione, op. 8 núm. 9. També existeix com un "Concert per a oboè RV 454".                                                    |
| Concert     | Violí, corda                                                                                                  | Re menor  | 237  | Dedicat a Pisendel. |
| Concert     | Violí, corda                                                                                                  | Re menor  | 238  | La cetra, op. 9 núm. 8 |
| Concert     | Violí, corda                                                                                                  | Re menor  | 239  | Op. 6 núm. 6 |
| Concert     | Violí, corda                                                                                                  | Re menor  | 240  | |
| Concert     | Violí, corda                                                                                                  | Re menor  | 241  | |
| Concert     | Violí, corda                                                                                                  | Re menor  | 242  | "Per Pisendel" de Il cimento dell'armonia e dell'inventione, op. 8 núm. 7                                                                                      |
| Concert     | Violí, corda                                                                                                  | Re menor  | 243  | "Con violino senza cantin". Per a violí sense una corda en mi (scordatura).                                                                                    |
| Concert     | Violí, corda                                                                                                  | Re menor  | 244  | Op. 12 núm. 2 |
| Concert     | Violí, corda                                                                                                  | Re menor  | 245  | |
| Concert     | Violí, corda                                                                                                  | Re menor  | 246  | |
| Concert     | Violí, corda                                                                                                  | Re menor  | 247  | |
| Concert     | Violí, corda                                                                                                  | Re menor  | 248  | |
| Concert     | Violí, corda                                                                                                  | Re menor  | 249  | La stravaganza, op. 4 núm. 8 |
| Concert     | Violí, corda                                                                                                  | Mi♭ major | 250  | |
| Concert     | Violí, corda                                                                                                  | Mi♭ major | 251  | |
| Concert     | Violí, corda                                                                                                  | Mi♭ major | 252  | |
| Concert     | Violí, corda                                                                                                  | Mi♭ major | 253  | "La tempesta di mare" de Il cimento dell'armonia e dell'inventione, op. 8 núm. 5                                                                               |
| Concert     | Violí, corda                                                                                                  | Mi♭ major | 254  | |
| Concert     | Violí, corda                                                                                                  | Mi♭ major | 255  | Perdut. |
| Concert     | Violí, corda                                                                                                  | Mi♭ major | 256  | Il ritiro |
| Concert     | Violí, corda                                                                                                  | Mi♭ major | 257  | |
| Concert     | Violí, corda                                                                                                  | Mi♭ major | 258  | |
| Concert     | Violí, corda                                                                                                  | Mi♭ major | 259  | Op. 6 núm. 2 |
| Concert     | Violí, corda                                                                                                  | Mi♭ major | 260  | |
| Concert     | Violí, corda                                                                                                  | Mi♭ major | 261  | |
| Concert     | Violí, corda                                                                                                  | Mi♭ major | 262  | |
| Concert     | Violí, corda                                                                                                  | Mi major  | 263  | |
| Concert     | Violí, corda                                                                                                  | Mi major  | 263a | La cetra, op. 9 núm. 4 |
| Concert     | Violí, corda                                                                                                  | Mi major  | 264  | |
| Concert     | Violí, corda                                                                                                  | Mi major  | 265  | L'estro armonico, op. 3 núm. 12. Bach BWV 976. |
| Concert     | Violí, corda                                                                                                  | Mi major  | 266  | |
| Concert     | Violí, corda                                                                                                  | Mi major  | 267  | |
| Concert     | Violí, corda                                                                                                  | Mi major  | 267a | |
| Concert     | Violí, corda                                                                                                  | Mi major  | 268  | |
| Concert     | Violí, corda                                                                                                  | Mi major  | 269  | "La primavera" de Il cimento dell'armonia e dell'inventione, op. 8 núm. 1 / Le quattro stagioni                                                                |
| Concert     | Violí, corda                                                                                                  | Mi major  | 270  | Il riposo – Per il Santissimo Natale |
| Concert     | Violí, corda                                                                                                  | Mi major  | 270a | 2n mov. diferent de RV 270; incomplet. |
| Concert     | Violí, corda                                                                                                  | Mi major  | 271  | L' amoroso |
| Concert     | Violí, corda                                                                                                  | Mi menor  | 272  | De Johann Adolph Hasse; eliminat i modificat com a Anh. 64 & 64a.                                                                                              |
| Concert     | Violí, corda                                                                                                  | Mi menor  | 273  | |
| Concert     | Violí, corda                                                                                                  | Mi menor  | 274  | |
| Concert     | Violí, corda                                                                                                  | Mi menor  | 275  | Roger #432/433. |
| Concert     | Violí, corda                                                                                                  | Mi menor  | 275a | Relacionat amb RV 430; ambdós de dubtosa autenticitat. |
| Concert     | Violí, corda                                                                                                  | Mi menor  | 276  | Roger #188. |
| Concert     | Violí, corda                                                                                                  | Mi menor  | 277  | Op.11 núm. 2: Il favorito |
| Concert     | Violí, corda                                                                                                  | Mi menor  | 278  | |
| Concert     | Violí, corda                                                                                                  | Mi menor  | 279  | La stravaganza, op. 4 núm. 2 |
| Concert     | Violí, corda                                                                                                  | Mi menor  | 280  | Op. 6 núm. 5 |
| Concert     | Violí, corda                                                                                                  | Mi menor  | 281  | |
| Concert     | Violí, corda                                                                                                  | Fa major  | 282  | |
| Concert     | Violí, corda                                                                                                  | Fa major  | 283  | |
| Concert     | Violí, corda                                                                                                  | Fa major  | 284  | La stravaganza, op. 4 núm. 9 |
| Concert     | Violí, corda                                                                                                  | Fa major  | 285  | |
| Concert     | Violí, corda                                                                                                  | Fa major  | 285a | Op. 7 núm. 5 |
| Concert     | Violí, corda                                                                                                  | Fa major  | 286  | Per la solennità di S. Lorenzo |
| Concert     | Violí, corda                                                                                                  | Fa major  | 287  | |
| Concert     | Violí, corda                                                                                                  | Fa major  | 288  | |
| Concert     | Violí, corda                                                                                                  | Fa major  | 289  | |
| Concert     | Violí, corda                                                                                                  | Fa major  | 290  | Perdut. |
| Concert     | Violí, corda                                                                                                  | Fa major  | 291  | Walsh #6 del seu op. 4. |
| Concert     | Violí, corda                                                                                                  | Fa major  | 292  | |
| Concert     | Violí, corda                                                                                                  | Fa major  | 293  | "La tardor" de Il cimento dell'armonia e dell'inventione, op. 8 núm. 3 / Le quattro stagioni                                                                   |
| Concert     | Violí, corda                                                                                                  | Fa major  | 294  | Il ritiro |
| Concert     | Violí, corda                                                                                                  | Fa major  | 294a | |
| Concert     | Violí, corda                                                                                                  | Fa major  | 295  | |
| Concert     | Violí, corda                                                                                                  | Fa major  | 296  | |
| Concert     | Violí, corda                                                                                                  | Fa major  | 794  | Incomplet. |
| Concert     | Violí, corda                                                                                                  | Fa menor  | 297  | "L'hivern" de Il cimento dell'armonia e dell'inventione, op. 8 núm. 4 / Le quattro stagioni                                                                    |
| Concert     | Violí, corda                                                                                                  | Sol major | 298  | La stravaganza, op. 4 núm. 12 |
| Concert     | Violí, corda                                                                                                  | Sol major | 299  | Op. 7 núm. 8. Bach BWV 973. D'autenticitat dubtosa; pot ser una obra de Gasparo Visconti.                                                                      |
| Concert     | Violí, corda                                                                                                  | Sol major | 300  | La cetra, op. 9 núm. 10 |
| Concert     | Violí, corda                                                                                                  | Sol major | 301  | La stravaganza, op. 4 núm. 3 |
| Concert     | Violí, corda                                                                                                  | Sol major | 302  | |
| Concert     | Violí, corda                                                                                                  | Sol major | 303  | |
| Concert     | Violí, corda                                                                                                  | Sol major | 304  | Perdut. |
| Concert     | Violí, corda                                                                                                  | Sol major | 305  | Perdut. |
| Concert     | Violí, corda                                                                                                  | Sol major | 306  | |
| Concert     | Violí, corda                                                                                                  | Sol major | 307  | |
| Concert     | Violí, corda                                                                                                  | Sol major | 308  | Op.11 núm. 4 |
| Concert     | Violí, corda                                                                                                  | Sol major | 309  | Il mare tempestoso; perdut. |
| Concert     | Violí, corda                                                                                                  | Sol major | 310  | L'estro armonico, op. 3 núm. 3. Bach BWV 978. |
| Concert     | Violí, corda                                                                                                  | Sol major | 311  | Violino in tromba |
| Concert     | Violí, corda                                                                                                  | Sol major | 312  | |
| Concert     | Violí, corda                                                                                                  | Sol major | 313  | Violino in tromba |
| Concert     | Violí, corda                                                                                                  | Sol major | 314  | Dedicat a Pisendel. |
| Concert     | Violí, corda                                                                                                  | Sol major | 314a | |
| Concert     | Violí, corda                                                                                                  | Sol menor | 315  | "L'estiu" d' Il cimento dell'armonia e dell'inventione, op. 8 núm. 2 / Le quattro stagioni                                                                     |
| Concert     | Violí, corda                                                                                                  | Sol menor | 316  | Perdut; Bach BWV 975. |
| Concert     | Violí, corda                                                                                                  | Sol menor | 316a | La stravaganza, op. 4 núm. 6 |
| Concert     | Violí, corda                                                                                                  | Sol menor | 317  | Op. 12 núm. 1. Apareix en el llibre 5è de l'Escola de violí Suzuki                                                                                             |
| Concert     | Violí, corda                                                                                                  | Sol menor | 318  | Op. 6 núm. 3 |
| Concert     | Violí, corda                                                                                                  | Sol menor | 319  | |
| Concert     | Violí, corda                                                                                                  | Sol menor | 320  | Incomplet. |
| Concert     | Violí, corda                                                                                                  | Sol menor | 321  | |
| Concert     | Violí, corda                                                                                                  | Sol menor | 322  | Incomplet. |
| Concert     | Violí, corda                                                                                                  | Sol menor | 323  | |
| Concert     | Violí, corda                                                                                                  | Sol menor | 324  | Op. 6 núm. 1 |
| Concert     | Violí, corda                                                                                                  | Sol menor | 325  | |
| Concert     | Violí, corda                                                                                                  | Sol menor | 326  | Op. 7 núm. 3 |
| Concert     | Violí, corda                                                                                                  | Sol menor | 327  | |
| Concert     | Violí, corda                                                                                                  | Sol menor | 328  | |
| Concert     | Violí, corda                                                                                                  | Sol menor | 329  | |
| Concert     | Violí, corda                                                                                                  | Sol menor | 330  | |
| Concert     | Violí, corda                                                                                                  | Sol menor | 331  | |
| Concert     | Violí, corda                                                                                                  | Sol menor | 332  | Il cimento dell'armonia e dell'inventione, op. 8 núm. 8 |
| Concert     | Violí, corda                                                                                                  | Sol menor | 333  | |
| Concert     | Violí, corda                                                                                                  | Sol menor | 334  | La cetra, op. 9 núm. 3. molt relacionat amb RV 460. El mov. lent, molt relacionat amb RV 407 (Concert per a violoncel).                                        |
| Concert     | Violí, corda                                                                                                  | La major  | 335  | Walsh #435; relacionat amb RV 518, però d'autenticitat dubtosa.                                                                                                |
| Concert     | Violí, corda                                                                                                  | La major  | 335a | Il rosignuolo; el 2n mov. és diferent de RV 335. |
| Concert     | Violí, corda                                                                                                  | La major  | 336  | Op. 11 núm. 3 |
| Concert     | Violí, corda                                                                                                  | La major  | 337  | Perdut. |
| Concert     | Violí, corda                                                                                                  | La major  | 338  | Walsh #454 atribuït a Joseph Meck; eliminat a Ryom i assignat com a Anh. 65.                                                                                   |
| Concert     | Violí, corda                                                                                                  | La major  | 339  | |
| Concert     | Violí, corda                                                                                                  | La major  | 340  | Dedicat a Pisendel. |
| Concert     | Violí, corda                                                                                                  | La major  | 341  | |
| Concert     | Violí, corda                                                                                                  | La major  | 342  | |
| Concert     | Violí, corda                                                                                                  | La major  | 343  | Violí en scordatura. |
| Concert     | Violí, corda                                                                                                  | La major  | 344  | |
| Concert     | Violí, corda                                                                                                  | La major  | 345  | La cetra, Op. 9 núm. 2 |
| Concert     | Violí, corda                                                                                                  | La major  | 346  | |
| Concert     | Violí, corda                                                                                                  | La major  | 347  | La stravaganza, op. 4 núm. 5 |
| Concert     | Violí, corda                                                                                                  | La major  | 348  | La cetra, op. 9 núm. 6; violí en scordatura. |
| Concert     | Violí, corda                                                                                                  | La major  | 349  | |
| Concert     | Violí, corda                                                                                                  | La major  | 350  | |
| Concert     | Violí, corda                                                                                                  | La major  | 351  | Perdut. |
| Concert     | Violí, corda                                                                                                  | La major  | 352  | |
| Concert     | Violí, corda                                                                                                  | La major  | 353  | |
| Concert     | Violí, corda                                                                                                  | La major  | 792  | Incomplet. |
| Concert     | Violí, corda                                                                                                  | La menor  | 354  | Op. 7 núm. 4 |
| Concert     | Violí, corda                                                                                                  | La menor  | 355  | D'autenticitat dubtosa. |
| Concert     | Violí, corda                                                                                                  | La menor  | 356  | L'estro armonico, op. 3 núm. 6 |
| Concert     | Violí, corda                                                                                                  | La menor  | 357  | La stravaganza, op. 4 núm. 4 |
| Concert     | Violí, corda                                                                                                  | La menor  | 358  | La cetra, op. 9 núm. 5 |
| Concert     | Violí, corda                                                                                                  | Si♭ major | 359  | La cetra, op. 9 núm. 7 |
| Concert     | Violí, corda                                                                                                  | Si♭ major | 360  | Incomplet. |
| Concert     | Violí, corda                                                                                                  | Si♭ major | 361  | Op. 12 núm. 6 |
| Concert     | Violí, corda                                                                                                  | Si♭ major | 362  | "La caccia" de Il cimento dell'armonia e dell'inventione, op. 8 núm. 10                                                                                        |
| Concert     | Violí, corda                                                                                                  | Si♭ major | 363  | Il cornetto da posta |
| Concert     | Violí, corda                                                                                                  | Si♭ major | 364  | Roger #432/433. |
| Concert     | Violí, corda                                                                                                  | Si♭ major | 364a | 2n mov. diferent de RV 364; llistat per Mme Boivin & Le Clerc.                                                                                                 |
| Concert     | Violí, corda                                                                                                  | Si♭ major | 365  | |
| Concert     | Violí, corda                                                                                                  | Si♭ major | 366  | Il Carbonelli |
| Concert     | Violí, corda                                                                                                  | Si♭ major | 367  | |
| Concert     | Violí, corda                                                                                                  | Si♭ major | 368  | |
| Concert     | Violí, corda                                                                                                  | Si♭ major | 369  | |
| Concert     | Violí, corda                                                                                                  | Si♭ major | 370  | |
| Concert     | Violí, corda                                                                                                  | Si♭ major | 371  | |
| Concert     | Violí, corda                                                                                                  | Si♭ major | 372  | |
| Concert     | Violí, corda                                                                                                  | Si♭ major | 372a | Abans RV 790. Incomplet. |
| Concert     | Violí, corda                                                                                                  | Si♭ major | 373  | Fals. Eliminat i modificat com a Anh. 153. |
| Concert     | Violí, corda                                                                                                  | Si♭ major | 374  | Op. 7 núm. 6 |
| Concert     | Violí, corda                                                                                                  | Si♭ major | 375  | |
| Concert     | Violí, corda                                                                                                  | Si♭ major | 376  | |
| Concert     | Violí, corda                                                                                                  | Si♭ major | 377  | |
| Concert     | Violí, corda                                                                                                  | Si♭ major | 378  | Incomplet. |
| Concert     | Violí, corda                                                                                                  | Si♭ major | 379  | Op. 12 núm. 5 |
| Concert     | Violí, corda                                                                                                  | Si♭ major | 380  | |
| Concert     | Violí, corda                                                                                                  | Si♭ major | 381  | Molt relacionat amb RV 528 i RV 383a; Bach BWV 980. |
| Concert     | Violí, corda                                                                                                  | Si♭ major | 382  | D'autenticitat dubtosa. |
| Concert     | Violí, corda                                                                                                  | Si♭ major | 383  | |
| Concert     | Violí, corda                                                                                                  | Si♭ major | 383a | La stravaganza, op. 4 núm. 1. Relació amb RV 381, RV 528 i RV 383.                                                                                             |
| Concert     | Violí, corda                                                                                                  | Si♭ major | 790  | Incomplet. Traslladat a RV 372a |
| Concert     | Violí, corda                                                                                                  | Si menor  | 384  | |
| Concert     | Violí, corda                                                                                                  | Si menor  | 385  | D'autenticitat dubtosa. Eliminat i modificat com a Anh. 108 |
| Concert     | Violí, corda                                                                                                  | Si menor  | 386  | |
| Concert     | Violí, corda                                                                                                  | Si menor  | 387  | |
| Concert     | Violí, corda                                                                                                  | Si menor  | 388  | |
| Concert     | Violí, corda                                                                                                  | Si menor  | 389  | |
| Concert     | Violí, corda                                                                                                  | Si menor  | 390  | |
| Concert     | Violí, corda                                                                                                  | Si menor  | 391  | La cetra, op. 9 núm. 12; violí en scordatura |
| Concert     | Violí, corda                                                                                                  | Re major  | 742  | Fragment. |
| Concert     | Violí, corda                                                                                                  | Fa menor  | 743  | Concert?, esmentat en el catàleg temàtic autògraf de Vivaldi. Perdut.                                                                                          |
| Concert     | Violí, corda                                                                                                  | La major  | 744  | Fragment, només final del 1r i 2n mov. |
| Concert     | Violí, corda                                                                                                  | Si♭ major | 745  | Fragment; només 3rd mov. |
| Concert     | Violí, corda                                                                                                  | Re major  | 752  | Perdut. |
| Concert     | Violí, corda                                                                                                  | Do menor  | 761  | Relacionat amb RV 201. |
| Concert     | Violí, corda                                                                                                  | Mi major  | 762  | Relacionat amb RV 223. |
| Concert     | Violí, corda                                                                                                  | La major  | 763  | L'ottavina. Relacionat amb RV 353. |
| Concert     | Violí, corda                                                                                                  | La major  | 768  | Relacionat amb RV 396. |
| Concert     | Violí, corda                                                                                                  | Re menor  | 769  | Relacionat amb RV 393. |
| Concert     | Violí, corda                                                                                                  | Re menor  | 770  | Relacionat amb RV 395a. |
| Concert     | Violí, corda                                                                                                  | Do menor  | 771  | Incomplet. |
| Concert     | Violí, corda                                                                                                  | Re major  | 772  | Incomplet. |
| Concert     | Violí, corda                                                                                                  | Fa major  | 773  | Incomplet. |
| Concert     | Violí, corda                                                                                                  | Re menor  | 813  | Abans Anh. 10; actualment, autèntic. |
| Concert     | Violí, corda                                                                                                  | La major  | 817  | Abans Anh. 86; actualment, autèntic. |
| Concert     | Violí, corda                                                                                                  | Re major  | 818  | Abans Anh. 72; actualment, autèntic. Incomplet. |
| Concert     | Violí, doble orquestra de corda                                                                               | Do major  | 581  | "Per la Santissima Assuzione di Maria Vergine". Relacionat amb RV 179.                                                                                         |
| Concert     | Violí, doble orquestra de corda                                                                               | Re major  | 582  | "Per la Santissima Assuzione di Maria Vergine". |
| Concert     | Violí, doble orquestra de corda                                                                               | Si♭ major | 583  | Violí en scordatura. |
| Concert     | Violí, doble orquestra de corda                                                                               | Do major  | 793  | Incomplet. |
| Concert     | Violí, violoncel, corda                                                                                       | La major  | 546  | "All'inglese". |
| Concert     | Violí, violoncel, corda                                                                                       | Fa major  | 544  | Il Proteo o sia il mondo al rovescio, relacionat amb RV 572.                                                                                                   |
| Concert     | Violí, violoncel, corda                                                                                       | Si♭ major | 547  | |
| Concert     | Violí, violoncel, corda                                                                                       | Sol major | 814  | Abans Anh. 87; actualment, autèntic. Incomplet. |
| Concert     | Violí, 2 violoncels, corda                                                                                    | Do major  | 561  | |
| Concert     | Violí, oboè, corda                                                                                            | Fa major  | 543  | Relacionat amb RV 139. |
| Concert     | Violí, oboè, corda                                                                                            | Si♭ major | 548  | |
| Concert     | Violí, oboè, 2 flautes d., 2 oboès, fagot, corda                                                              | Sol menor | 576  | Dedicat al Príncep Elector de Saxònia. |
| Concert     | Violí, oboè, chalumeau, 3 viole all'inglese, corda                                                            | Si♭ major | 579  | Concert funebre |
| Concert     | Violí, 2 oboès, corda                                                                                         | Re major  | 563  | |
| Concert     | Violí, 2 oboès, 2 trompes, fagot, violoncel, corda                                                            | Fa major  | 569  | Violoncel, només en el 3r mov. |
| Concert     | Violí, 2 oboès, 2 trompes, fagot, corda                                                                       | Fa major  | 568  | |
| Concert     | Violí, 2 oboès, 2 trompes, violoncel, fagot, corda                                                            | Fa major  | 571  | Relacionat amb RV 99. |
| Concert     | Violí, 2 oboès, 2 trompes, corda                                                                              | Re major  | 562  | |
| Concert     | Violí, 2 oboès, 2 trompes, timbales, corda                                                                    | Re major  | 562a | 2n mov. diferent del RV 562. |
| Concert     | Violí, 2 oboès, 2 flautes d., fagot, corda                                                                    | Sol menor | 577  | Per a la Orquestra de Dresden. |
| Concert     | Violí, orgue, corda                                                                                           | Re menor  | 541  | |
| Concert     | Violí, orgue, corda                                                                                           | Fa major  | 542  | D'autenticitat dubtosa. |
| Concert     | Violí, orgue, corda                                                                                           | Do menor  | 766  | Relacionat amb RV 510. |
| Concert     | Violí, orgue, corda                                                                                           | Fa major  | 767  | Relacionat amb RV 765. |
| Concert     | Violí, orgue, corda                                                                                           | Do major  | 774  | Incomplet. |
| Concert     | Violí, orgue, corda                                                                                           | Fa major  | 775  | Incomplet. |
| Concert     | Violí, orgue, corda                                                                                           | Do major  | 808  | |
| Concert     | Violí, orgue (o violí), violoncel, corda                                                                      | Do major  | 554a | Similar al RV 554 amb violoncel en lloc d'oboè. |
| Concert     | Violí, orgue (o violí), oboè, corda                                                                           | Do major  | 554  | |
| Concert     | Violí, 2 corni da caccia (French Horn), 2 oboès, fagot, corda                                                 | Fa major  | 574  | Dedicat a Pisendel. |
| Concert     | 2 violins, corda                                                                                              | Do major  | 505  | |
| Concert     | 2 violins, corda                                                                                              | Do major  | 506  | |
| Concert     | 2 violins, corda                                                                                              | Do major  | 507  | |
| Concert     | 2 violins, corda                                                                                              | Do major  | 508  | |
| Concert     | 2 violins, corda                                                                                              | Do menor  | 509  | |
| Concert     | 2 violins, corda                                                                                              | Do menor  | 510  | |
| Concert     | 2 violins, corda                                                                                              | Re major  | 511  | |
| Concert     | 2 violins, corda                                                                                              | Re major  | 512  | |
| Concert     | 2 violins, corda                                                                                              | Re major  | 513  | Gerhard Frederik Witvogel #48. |
| Concert     | 2 violins, corda                                                                                              | Re menor  | 514  | |
| Concert     | 2 violins, corda                                                                                              | Mi♭ major | 515  | |
| Concert     | 2 violins, corda                                                                                              | Sol major | 516  | |
| Concert     | 2 violins, corda                                                                                              | Sol menor | 517  | |
| Concert     | 2 violins, corda                                                                                              | La major  | 518  | Arranjament de RV 355 per Johan Helmich Roman. |
| Concert     | 2 violins, corda                                                                                              | La major  | 519  | L'estro armonico, op. 3 núm. 5 |
| Concert     | 2 violins, corda                                                                                              | La major  | 520  | Incomplet. |
| Concert     | 2 violins, corda                                                                                              | La major  | 521  | |
| Concert     | 2 violins, corda                                                                                              | La menor  | 522  | L'estro armonico, op. 3 núm. 8. Bach BWV 593. |
| Concert     | 2 violins, corda                                                                                              | La menor  | 523  | |
| Concert     | 2 violins, corda                                                                                              | Si♭ major | 524  | |
| Concert     | 2 violins, corda                                                                                              | Si♭ major | 525  | |
| Concert     | 2 violins, corda                                                                                              | Si♭ major | 526  | Incomplet. |
| Concert     | 2 violins, corda                                                                                              | Si♭ major | 527  | |
| Concert     | 2 violins, corda                                                                                              | Si♭ major | 528  | Relacionat amb RV 381 i RV 383a. |
| Concert     | 2 violins, corda                                                                                              | Si♭ major | 529  | |
| Concert     | 2 violins, corda                                                                                              | Si♭ major | 530  | La cetra, op. 9 núm. 9 |
| Concert     | 2 violins, corda                                                                                              | Si♭ major | 764  | Relacionat amb RV 548. |
| Concert     | 2 violins, corda                                                                                              | Fa major  | 765  | Relacionat amb RV 767 i RV 515. |
| Concert     | 2 violins, violoncel, corda                                                                                   | Re menor  | 565  | L'estro armonico, op. 3 núm. 11. Bach BWV 596. |
| Concert     | 2 violins, violoncel, corda                                                                                   | Sol menor | 578  | L'estro armonico, op. 3 núm. 2 |
| Concert     | 2 violins, violoncel, corda                                                                                   | Sol menor | 578a | Versió original de RV 578 |
| Concert     | 2 violins, 2 violoncels, corda                                                                                | Re major  | 564  | |
| Concert     | 2 violins, 2 violoncels, corda                                                                                | Sol major | 575  | |
| Concert     | 2 violins, 2 oboès o fagots, 2 flautes d., corda                                                              | Do major  | 557  | fagot, afegit en el 2n mov. |
| Concert     | 2 violins, 2 oboès, fagot, corda                                                                              | Re major  | 564a | Versió anònima de RV 564. |
| Concert     | 2 violins, 2 orgues, doble orquestra de corda                                                                 | Fa major  | 584  | Incomplet. Un violí & orgue com a solistes en cada orquestra.                                                                                                  |
| Concert     | 2 violins, 2 flautes d., 2 oboès, fagot, corda                                                                | Re menor  | 566  | |
| Concert     | 2 violins en tromba marina, 2 flautes d., 2 trompetes, 2 mandolines, 2 chalumeau, 2 tiorbes, violoncel, corda | Do major  | 558  | "con molti strumenti" |
| Concert     | 3 violins, corda                                                                                              | Fa major  | 551  | |
| Concert     | Flauta, oboè, violí, fagot                                                                                    | Re major  | 90   | Molt relacionat amb RV 428; ambdues obres tituladesIl gardellino.                                                                                              |
| Concert     | Flauta, oboè, violí, fagot                                                                                    | Re major  | 90a  | Il gardellino |
| Concert     | 3 violins, violoncel                                                                                          | Re major  | 90b  | Il gardellino |
| Concert     | 3 violins, oboè, 2 flautes d., 2 viole all'inglese, chalumeau, 2 violoncels, 2 clavecins, 2 trompetes, corda  | Do major  | 555  | 2 trompetes només en el 3r mov. |
| Concert     | 4 violins, corda                                                                                              | Re major  | 549  | L'estro armonico, op. 3 núm. 1 |
| Concert     | 4 violins, corda                                                                                              | Mi menor  | 550  | L'estro armonico, op. 3 núm. 4 |
| Concert     | 4 violins, corda                                                                                              | Si♭ major | 553  | |
| Concert     | Violin (echo), 2 violins, corda                                                                               | La major  | 552  | "con violino principale con altro per eco in lontano" ("amb un violí solista i un violí en eco llunyà")                                                        |
| Concert     | 4 violins, violoncel, corda                                                                                   | Fa major  | 567  | L'estro armonico, op. 3 núm. 7 |
| Concert     | 4 violins, violoncel, corda                                                                                   | Si menor  | 580  | L'estro armonico, op. 3 núm. 10. Bach BWV 1065. |
| Concert     | 4 violins, 4 flautes d., 3 violoncels, orgue, doble orquestra de corda                                        | La major  | 585  | solistes: 2 violins, 2 fl. d. en la 1ª orq. (cel·lo en 3r mov.); 2 violins i 2 fl. d. en la 2ª orq. (cel·lo i orgue en 3r mov.). B.C. 2n mov.: tiorba o orgue. |
| Simfonia    | Corda | Do major  | 111a | 2n mov. diferent de RV 111 i relacionat amb la simfonia de Giustino, RV 717.                                                                                   |
| Simfonia    | Corda | Do major  | 112  | |
| Simfonia    | Corda | Do major  | 116  | Fals. Eliminat i modificat com a Anh. 144 |
| Simfonia    | Corda | Do major  | 802  | ″Improvisata″. |
| Simfonia    | Corda | Re major  | 122  | |
| Simfonia    | Corda | Re major  | 125  | Incomplet. |
| Simfonia    | Corda | Mi major  | 131  | |
| Simfonia    | Corda | Mi major  | 132  | Fals; compost per Johann Gottlieb Janitsch. |
| Simfonia    | Corda | Fa major  | 135  | |
| Simfonia    | Corda | Fa major  | 137  | |
| Simfonia    | Corda | Fa major  | 140  | També llistat com un concert a Ryom. |
| Simfonia    | Corda | Sol major | 146  | Al catàleg Breitkopf, per Johann Georg Roellig. També existeix per a 3 violins. També llistat com un concert a Ryom.                                           |
| Simfonia    | Corda | Sol major | 147  | |
| Simfonia    | Corda | Sol major | 148  | Fals. Posteriorment catalogat a Ryom com a Anh. 68. Compost per Domenico Gallo.                                                                                |
| Simfonia    | Corda | Sol major | 149  | |
| Simfonia    | Corda | Si♭ major | 162  | |
| Simfonia    | Corda | Si menor  | 168  | |
| Simfonia    | Corda | Si menor  | 169  | Simfonia al Santo Sepolcro, sonata per a 2 violins, viola & continu en si menor                                                                                |
| Simfonia    | Violí, corda                                                                                                  | Do major  | 192  | |
| Simfonia    | Violí, corda                                                                                                  | Do major  | 192a | 3r mov. diferent de RV 192; incomplet. |
| Simfonia    | Instrumentació desconeguda                                                                                    | Do major  | 741  | Perdut. |
| Solo        | orgue | La major  | 746  | Largo & Andante arranjat de RV 758. |
| Sonata      | Corda | Mi♭ major | 130  | Santo Sepolcro |
| Sonata      | Violoncel | Re menor  | 38   | Perdut. |
| Sonata      | Violoncel | Mi♭ major | 39   | |
| Sonata      | Violoncel | Mi menor  | 40   | |
| Sonata      | Violoncel | Fa major  | 41   | |
| Sonata      | Violoncel | Sol menor | 42   | |
| Sonata      | Violoncel | La menor  | 43   | |
| Sonata      | Violoncel | La menor  | 44   | |
| Sonata      | Violoncel | Si♭ major | 45   | |
| Sonata      | Violoncel | Si♭ major | 46   | |
| Sonata      | Violoncel | Si♭ major | 47   | |
| Sonata      | Flauta | Do major  | 48   | |
| Sonata      | Flauta | Do major  | 809  | Fals. Eliminat i modificat com a Anh. 136. Arranj. de Sonata per a violí en si♭ M de G. Meneghetti.                                                            |
| Sonata      | Flauta | Re menor  | 49   | Fals. Eliminat i modificat com a Anh. 99 |
| Sonata      | Flauta | Mi menor  | 50   | Fals. Eliminat i modificat com a Anh. 100 |
| Sonata      | Flauta | Sol menor | 51   | |
| Sonata      | Flauta, violí                                                                                                 | Re major  | 84   | |
| Sonata      | 2 flautes | La major  | 800  | |
| Sonata      | Musette, viella, flauta (flauta d.), oboè o violí                                                             | Do major  | 54   | Il pastor fido (fals). De Nicolas Chédeville. |
| Sonata      | Musette, viella, flauta (flauta d.), oboè o violí                                                             | Do major  | 55   | Il pastor fido (fals). De N. Chédeville. |
| Sonata      | Musette, viella, flauta (flauta d.), oboè o violí                                                             | Do major  | 56   | Il pastor fido (fals). De N. Chédeville. |
| Sonata      | Musette, viella, flauta (flauta d.), oboè o violí                                                             | Sol major | 57   | Il pastor fido (fals). De N. Chédevill. |
| Sonata      | Musette, viella, flauta (flauta d.), oboè o violí                                                             | Sol menor | 58   | Il pastor fido (fals). De N. Chédevill. |
| Sonata      | Musette, viella, flauta (flauta d.), oboè o violí                                                             | La major  | 59   | Il pastor fido (fals). De N. Chédevill. |
| Sonata      | Oboè | Do menor  | 53   | |
| Sonata      | 2 oboès | Sol menor | 81   | |
| Sonata      | 2 oboès, fagot                                                                                                | Do major  | 801  | Amb la nota ″del Sig. Hendel″. |
| Sonata      | flauta d.(?)                                                                                                  | Fa major  | 52   | |
| Sonata      | flauta d. | Sol major | 806  | |
| Sonata      | 2 flautes d.                                                                                                  | Sol major | 80   | Fals. Eliminat i modificat com a Anh. 101 |
| Sonata      | violí | Do major  | 1    | Op. 2 núm. 6 |
| Sonata      | violí | Do major  | 2    | Dedicat a Pisendel i molt relacionat amb el 2n & 4t mov. de RV 4.                                                                                              |
| Sonata      | violí | Do major  | 3    | Sonata Manchester núm. 1 |
| Sonata      | violí | Do major  | 4    | Incomplet, relacionat amb RV 2. |
| Sonata      | violí | Do menor  | 5    | |
| Sonata      | violí | Do menor  | 6    | Sonata Manchester núm. 7; dedicat a Pisendel. |
| Sonata      | violí | Do menor  | 7    | |
| Sonata      | violí | Do menor  | 7a   | Incomplet. |
| Sonata      | violí | Do menor  | 8    | Op. 2 núm. 7 |
| Sonata      | violí | Re major  | 9    | Op. 2 núm. 11 |
| Sonata      | violí | Re major  | 10   | |
| Sonata      | violí | Re major  | 11   | Incomplet. |
| Sonata      | violí | Re major  | 785  | Compost per Andrea Zani (op. 1 núm. 12). |
| Sonata      | violí | Re major  | 798  | Bergamo |
| Sonata      | violí | Re major  | 810  | |
| Sonata      | violí | Re menor  | 12   | Sonata Manchester núm. 2 |
| Sonata      | violí | Re menor  | 13   | Fals. Probablement, compost per Johan Helmich Roman. |
| Sonata      | violí | Re menor  | 14   | Op. 2 núm. 3 |
| Sonata      | violí | Re menor  | 15   | |
| Sonata      | violí | Mi menor  | 16   | Op. 2 núm. 9 |
| Sonata      | violí | Mi menor  | 17   | Incomplet, relacionat amb RV 17a, Manchester. |
| Sonata      | violí | Mi menor  | 17a  | Sonata Manchester núm. 9; versió completa de RV 17 amb un 3r mov. diferent.                                                                                    |
| Sonata      | violí | Fa major  | 18   | Op. 5 núm. 1 |
| Sonata      | violí | Fa major  | 19   | Dedicat a Pisendel. |
| Sonata      | violí | Fa major  | 20   | Op. 2 núm. 4 |
| Sonata      | violí | Fa menor  | 21   | Op. 2 núm. 10 |
| Sonata      | violí | Sol major | 22   | Sonata Manchester núm. 8 |
| Sonata      | violí | Sol major | 23   | Op. 2 núm. 8 |
| Sonata      | violí | Sol major | 24   | Fals. Eliminat i modificat com a Anh. 140. |
| Sonata      | violí | Sol major | 25   | Dedicat a Pisendel. |
| Sonata      | violí | Sol menor | 26   | |
| Sonata      | violí | Sol menor | 27   | Op. 2 núm. 1 |
| Sonata      | violí | Sol menor | 28   | |
| Sonata      | violí | La major  | 29   | Dedicat a Pisendel. |
| Sonata      | violí | La major  | 30   | Op. 5 núm. 2 |
| Sonata      | violí | La major  | 31   | Op. 2 núm. 2 |
| Sonata      | violí | La menor  | 32   | Op. 2 núm. 12 |
| Sonata      | violí | Si♭ major | 33   | Op. 5 núm. 3 |
| Sonata      | violí | Si♭ major | 34   | Op. 5 núm. 4 |
| Sonata      | violí | Si♭ major | 791  | Incomplet. |
| Sonata      | violí | Si menor  | 35   | |
| Sonata      | violí | Si menor  | 35a  | |
| Sonata      | violí | Si menor  | 36   | Op. 2 núm. 5 |
| Sonata      | violí | Si menor  | 37   | Incomplet. |
| Sonata      | violí | Do major  | 754  | Sonata Manchester núm. 12; relacionat amb RV 4. |
| Sonata      | violí | Re major  | 755  | Sonata Manchester núm. 4; relacionat amb RV 11. |
| Sonata      | violí | Mi♭ major | 756  | Sonata Manchester núm. 11 |
| Sonata      | violí | Sol menor | 757  | Sonata Manchester núm. 3; relacionat amb RV 28. |
| Sonata      | violí | La major  | 758  | Sonata Manchester núm. 6; relacionat amb RV 746 (eliminat) i RV 29.                                                                                            |
| Sonata      | violí | Si♭ major | 759  | Sonata Manchester núm. 5; relacionat amb RV 34. |
| Sonata      | violí | Si menor  | 760  | Sonata Manchester núm. 10; relacionat amb RV 37. |
| Sonata      | violí | Sol major | 776  | Probablement un pastitx fals. |
| Sonata      | violí | Do major  | 815  | |
| Sonata      | violí | Re major  | 816  | |
| Sonata      | Violí, violoncel                                                                                              | Do menor  | 83   | |
| Sonata      | Violí, oboè, orgue obbligato, chalumeau opcional                                                              | Do major  | 779  | |
| Sonata      | 2 violins, oboè                                                                                               | Do major  | 779a | |
| Sonata      | 2 violins | Do major  | 60   | |
| Sonata      | 2 violins | Do major  | 61   | Op. 1 núm. 3 |
| Sonata      | 2 violins | Re major  | 62   | Op. 1 núm. 6 |
| Sonata      | 2 violins | Re menor  | 63   | Op. 1 núm. 12. Basat en les variacions de La follia (Corelli)                                                                                                  |
| Sonata      | 2 violins | Re menor  | 64   | Op. 1 núm. 8 |
| Sonata      | 2 violins | Mi♭ major | 65   | Op. 1 núm. 7 |
| Sonata      | 2 violins | Mi major  | 66   | Op. 1 núm. 4 |
| Sonata      | 2 violins | Mi menor  | 67   | Op. 1 núm. 2 |
| Sonata      | 2 violins | Fa major  | 68   | |
| Sonata      | 2 violins | Fa major  | 69   | Op. 1 núm. 5 |
| Sonata      | 2 violins | Fa major  | 70   | |
| Sonata      | 2 violins | Sol menor | 71   | |
| Sonata      | 2 violins | Sol menor | 72   | Op. 5 núm. 6 |
| Sonata      | 2 violins | Sol menor | 73   | Op. 1 núm. 1 |
| Sonata      | 2 violins | Sol menor | 74   | |
| Sonata      | 2 violins | La major  | 75   | Op. 1 núm. 9 |
| Sonata      | 2 violins | Si♭ major | 76   | Op. 5 núm. 5 |
| Sonata      | 2 violins | Sol menor | 77   | |
| Sonata      | 2 violins | Si♭ major | 78   | Op. 1 núm. 10 |
| Sonata      | 2 violins | Si menor  | 79   | Op. 1 núm. 11 |
| Trio sonata | Flauta d., fagot                                                                                              | La menor  | 86   | |
| Trio sonata | Violí, llaüt                                                                                                  | Do major  | 82   | |
| Trio sonata | Violí, llaüt                                                                                                  | Sol menor | 85   | |
| Trio sonata | Violí, violoncel                                                                                              | Sol major | 820  | |

### Òperes
| Tonalitat:                         |
| ---------------------------------- |
| música completament perduda        |
| música preservada, almenys en part |

| RV     | Títol                                                         | Llibret                            | Estrena              |
| ------ | ------------------------------------------------------------- | ---------------------------------- | -------------------- |
| 729    | Ottone in villa                                               | Domenico Lalli                     | maig 1713            |
| 819    | Orlando furioso                                               | Grazio Braccioli                   | tardor 1714          |
| 727    | Orlando finto pazzo                                           | Grazio Braccioli                   | novembre 1714        |
| 724    | Nerone fatto Cesare                                           | Matteo Noris                       | carnaval 1715        |
| 706    | La costanza trionfante degl'amori e de gl'odii                | Antonio Marchi                     | carnaval 1716        |
| 700    | Arsilda, regina di Ponto                                      | Domenico Lalli                     | 27 o 28 octubre 1716 |
| 719    | L'incoronazione di Dario                                      | Adriano Morselli                   | 23 gener 1717        |
| 737    | Tieteberga                                                    | Antonio Maria Lucchini             | 16 octubre 1717      |
| Anh 58 | Il vinto trionfante del vincitore                             | Antonio Marchi                     | tardor 1717          |
| 701    | Artabano, re dei Parti                                        | Antonio Marchi                     | carnaval 1718        |
| 699    | Armida al campo d'Egitto                                      | Giovanni Palazzi                   | carnaval 1718        |
| 732    | Scanderbeg                                                    | Antonio Salvi                      | 22 juny 1718         |
| 736    | Teuzzone                                                      | Apostolo Zeno                      | 28 desembre 1718     |
| 738    | Tito Manlio                                                   | Matteo Noris                       | carnaval 1719        |
| 778    | Tito Manlio                                                   | Matteo Noris                       | carnaval 1720        |
| 704    | La Candace, o siano Li veri amici                             | Francesco Silvani i Domenico Lalli | carnaval 1720        |
| 720    | Gl'inganni per vendetta                                       | Giovanni Palazzi o Domenico Lalli  | 1720                 |
| 739    | La verità in cimento                                          | Giovanni Palazzi                   | 26 octubre (?) 1720  |
| 715    | Filippo re di Macedonia                                       | Domenico Lalli                     | 27 desembre 1720     |
| 734    | La Silvia                                                     | Enrico Bissari                     | 28 agost 1721        |
| 710    | Ercole su'l Termodonte                                        | Giacomo Francesco Bussani          | gener 1723           |
| 717    | Giustino                                                      | Nicolò Beregan / Pietro Pariati    | carnaval 1724        |
| 740    | La virtù trionfante dell'amore, e dell'odio, overo Il Tigrane | Francesco Silvani                  | carnaval 1724        |
| 721    | L'inganno trionfante in amore                                 | Matteo Noris                       | tardor 1725          |
| 707    | Cunegonda                                                     | Agostino Piovene                   | 29 gener 1726        |
| 712    | La fede tradita e vendicata                                   | Francesco Silvani                  | 16 febrer 1726       |
| Anh 55 | La tirannia castigata                                         | Francesco Silvani                  | carnaval 1726        |
| 709    | Dorilla in Tempe                                              | Antonio Maria Lucchini             | 9 novembre 1726      |
| 722    | Ipermestra                                                    | Antonio Salvi                      | 25 gener 1727        |
| 711    | Farnace                                                       | Antonio Maria Lucchini             | 10 febrer 1727       |
| 735    | Siroe, re di Persia                                           | Metastasio                         | Ascensió 1727        |
| 728    | Orlando furioso                                               | Grazio Braccioli                   | tardor 1727          |
| 730    | Rosilena ed Oronta                                            | Giovanni Palazzi                   | carnaval 1728        |
| 702    | Atenaide                                                      | Apostolo Zeno                      | 29 desembre 1728     |
| 697    | Argippo                                                       | Domenico Lalli                     | tardor 1730          |
| 696    | Alvilda regina de' Goti                                       | Giulio Cesare Corradi              | primavera 1731       |
| 733    | Semiramide                                                    | Francesco Silvani i Domenico Lalli | carnaval 1731        |
| 714    | La fida ninfa                                                 | Francesco Scipione                 | carnaval 1732        |
| 708    | Doriclea                                                      | Antonio Marchi                     | 1732                 |
| 723    | Motezuma                                                      | Girolamo Alvise Giusti             | 14 novembre 1733     |
| 725    | L'Olimpiade                                                   | Metastasio                         | 17 febrer 1734       |
| 695    | L'Adelaide                                                    | Antonio Salvi                      | carnaval 1735        |
| 703    | Il Tamerlano (Il Bajazet)                                     | Agostino Piovene                   | carnaval 1735        |
| 718    | Griselda                                                      | Apostolo Zeno / Carlo Goldoni      | 18 maig 1735         |
| 698    | Aristide                                                      | Carlo Goldoni                      | tardor 1735          |
| 716    | Ginevra principessa di Scozia                                 | Antonio Salvi                      | 17 gener 1736        |
| 705    | Catone in Utica                                               | Metastasio                         | 26 maig 1737         |
| 726    | L'oracolo in Messenia                                         | Apostolo Zeno                      | 30 desembre 1737     |
| 777    | Il giorno felice                                              | ?                                  | 1737                 |
| 731    | Rosmira (Rosmira fedele)                                      | Silvio Stampiglia                  | 27 gener 1738        |
| 713    | Feraspe                                                       | Francesco Silvani                  | 1739                 |

### Música sacra
| Obra                                                                 | RV                | Notes |
| -------------------------------------------------------------------- | ----------------- | --- |
| Missa Sacrum                                                         | 586               | Discutit. Eliminat i modificat com a Anh. 112. |
| Kyrie                                                                | 587               | |
| Gloria                                                               | 588               | |
| Gloria                                                               | 589               | |
| Gloria                                                               | 590               | Perdut. |
| Credo                                                                | 591               | |
| Credo                                                                | 592               | Discutit. |
| Domine ad adiuvandum me                                              | 593               | |
| Dixit Dominus                                                        | 594               | |
| Dixit Dominus                                                        | 595               | Di Praga. |
| Confitebor tibi, Domine                                              | 596               | |
| Beatus vir                                                           | 597               | |
| Beatus vir                                                           | 598               | |
| Beatus vir                                                           | 599               | Perdut. |
| Laudate pueri Dominum                                                | 600               | |
| Laudate pueri Dominum                                                | 601               | Psalm 112, per a veu, flauta, 2 oboès, corda & continu en sol major                                                                                   |
| Laudate pueri Dominum                                                | 602               | |
| Laudate pueri Dominum                                                | 602a              | |
| Laudate pueri Dominum                                                | 603               | |
| In exitu Israel                                                      | 604               | |
| Credidi propter quod                                                 | 605               | Actualment RV Anh. 35b. |
| Laudate Dominum                                                      | 606               | |
| Laetatus sum                                                         | 607               | |
| Nisi Dominus                                                         | 608               | |
| Lauda Jerusalem                                                      | 609               | |
| Magnificat                                                           | 610/610a/610b/611 | |
| Deus tuorum militum                                                  | 612               | |
| Gaude Mater Ecclesia                                                 | 613               | |
| Laudate Dominum                                                      | 614               | Discutit. |
| Regina coeli                                                         | 615               | Incomplet. |
| Salve Regina                                                         | 616               | |
| Salve Regina                                                         | 617               | |
| Salve Regina                                                         | 618               | |
| Salve Regina                                                         | 619               | Perdut. |
| Sanctorum meritis                                                    | 620               | |
| Stabat Mater                                                         | 621               | |
| Te Deum                                                              | 622               | Perdut. |
| Canta in prato, ride in monte                                        | 623               | No s'ha de confondre amb la RV 636, amb títol "Canta in prato, ride in fonte".                                                                        |
| Carae rosae respirate                                                | 624               | Incomplet, sense reconstrucció de les parts perdudes del 2n violí i la viola.                                                                         |
| Clarae stellae scintillate                                           | 625               | |
| In furore iustissimae irae                                           | 626               | Motet per a veu solista, corda & continu en do menor                                                                                                  |
| In turbato mare irato                                                | 627               | |
| Invicti bellate                                                      | 628               | Incomplet; reconstruït i enregistrat per l'Academia Montis Regalis.                                                                                   |
| Longe mala, umbrae, terrores                                         | 629               | No s'ha de confondre amb RV 640, que és un motet similar amb el mateix text però amb propòsits diferents.                                             |
| Nulla in mundo pax sincera                                           | 630               | |
| O qui coeli terraeque serenitas                                      | 631               | |
| Sum in medio tempestatum                                             | 632               | |
| Vestro principi divino                                               | 633               | |
| Vos aurae per montes                                                 | 634               | |
| Introduzione al Dixit (RV 595) "Ascende laeta"                       | 635               | |
| Introduzione al Dixit (RV 594?) "Canta in prato, ride in fonte"      | 636               | No s'ha de confondre amb RV 623, "Canta in prato, ride in monte".                                                                                     |
| Introduzione a un Gloria, "Cur sagittas"                             | 637               | L'obra precedent que havia de seguir aquest motet introductori, probablement una configuració perduda del "Glòria en si♭ RV 590", ara es creu perdut. |
| Introduzione al Miserere "Filiae maestae Jerusalem"                  | 638               | |
| Introduzione al Gloria (RV 588) "Jubilate o amoeni chori"            | 639               | Motet introductori, el 3r mov. relacionat amb el Gloria, RV 588.                                                                                      |
| Introduzione al Gloria (RV 588) "Jubilate o amoeni chori"            | 639a              | |
| Introduzione al Gloria (RV 589) "Longe mala, umbrae, terrores"       | 640               | No s'ha de confondre amb RV 629, un motet similar pel text però amb propòsits diferents.                                                              |
| Introduzione al Miserere "Non in pratis"                             | 641               | |
| Introduzione al Gloria (RV 589) "Ostro picta"                        | 642               | |
| Oratori Moyses Deus Pharaonis                                        | 643               | Incomplet. Només queda el llibret. |
| Oratori Juditha triumphans                                           | 644               | |
| Oratori L'adorazione delli tre re magi al bambino Gesu               | 645               | Perdut. |
| Ad corda reclina                                                     | 646               | Nou text de l'ària de l'Acte II, Escena 8 d' Arsilda, regina di Ponto, RV 700.                                                                        |
| Eja voces plausum date                                               | 647               | Nou text de l'ària de l'Acte II, Escena 2 d' Orlando furioso, RV 728.                                                                                 |
| Ihr Himmel nun                                                       | 648               | Nou text de l'ària de l'Acte II, Escena 2 d' Arsilda, regina di Ponto, RV 700.                                                                        |
| Aria per la communione                                               | 748               | Perdut. |
| Oratori La vittoria navale predetta dal S Pontefice Pio V Ghisilieri | 782               | Perdut. |
| Confitebor tibi, domine                                              | 789               | Manuscrit trobat en mal estat. |
| Beatus vir                                                           | 795               | |
| Magnificat                                                           | 797               | Perdut; probablement relacionat amb els arranjaments existents RV 610/610a/610b/611.                                                                  |
| Nisi Dominus                                                         | 803               | |
| Salve Regina                                                         | 804               | Perdut. |
| Dixit Dominus                                                        | 807               | |
| Vos invito, barbare faces                                            | 811               | |

Una configuració possible, o fins i tot altres configuracions (tenint en compte la gran varietat d'altres textos litúrgics que Vivaldi compon) del Miserere poden haver existit, com suggereix l'existència de dos conjunts introductoris de moviments destinats a l'obra, però aquestes composicions s'han perdut.

### Cantates
| Obra                        | RV   | Solistes i instrumentació (Totes amb baix continu)      |
| --------------------------- | ---- | ------------------------------------------------------- |
| Alla caccia, alla caccia    | 670  | contralt solista                                        |
| All'ombra di sospetto       | 678  | soprano sola, flauta                                    |
| All'ombra d'un bel faggio   | 649  | soprano solista                                         |
| All'or che lo sguardo       | 650  | soprano solista                                         |
| Amor, hai vinto             | 651  | soprano solista                                         |
| Amor, hai vinto             | 683  | contralt solista, 2 violins, viola i continu            |
| Aure voi piu non siete      | 652  | soprano solista                                         |
| Candida Lylia               | 747  | soprano solista                                         |
| Care selve amici prati      | 671  | contralt solista                                        |
| Cessate omai cessate        | 684  | contralt solista, 2 violins, viola i continu            |
| Cessate omai cessate        | 684a | contralt solista, 2 violins, viola i continu            |
| Che giova il sospirar       | 679  | soprano solista, 2 violins, viola i continu             |
| Del suo natio rigore        | 653  | soprano solista                                         |
| Elvira, Elvira anima mea    | 654  | soprano solista                                         |
| Era la notte                | 655  | soprano solista                                         |
| Filli di gioia              | 672  | contralt solista                                        |
| Fonti di pianto piangete    | 656  | soprano solista                                         |
| Geme l'onda che parte       | 657  | soprano solista                                         |
| Il povero mio cor           | 658  | soprano solista                                         |
| Indarno cerca la tortorella | 659  | soprano solista                                         |
| Ingrata, Lidia, hai vinto   | 673  | contralt solista                                        |
| La farfalletta s'aggira     | 660  | soprano solista                                         |
| Lundi dal vago              | 680  | soprano solista, violin                                 |
| Nel partir da te mio caro   | 661  | soprano solista                                         |
| O mie porpore piu belle     | 685  | contralt solista, 2 violins, viola i continu            |
| Par che tardo               | 662  | soprano solista                                         |
| Perche son molli            | 681  | soprano solista, 2 violins                              |
| Perfidissimo cor!           | 674  | contralt solista                                        |
| Piango, gemo, sospiro       | 675  | contralt solista                                        |
| Pianti, sospiri             | 676  | contralt solista                                        |
| Prendea con mandi latte     | 753  | soprano solista                                         |
| Qual in pioggia dorata      | 686  | contralt solista, 2 trompes, 2 violins, viola i continu |
| Qual per ignoto             | 677  | contralt solista                                        |
| Scherza di fronda           | 663  | soprano solista                                         |
| Seben vivono senz'alma      | 664  | soprano solista                                         |
| Si levi dal pensier         | 665  | soprano solista                                         |
| Si si luce adorate          | 666  | soprano solista                                         |
| Sorge vermiglia in ciel     | 667  | soprano solista                                         |
| T'intendo si mio cor        | 668  | soprano solista                                         |
| Tra l'erbe, i zeffiri       | 669  | soprano solista                                         |
| Vengo a voi luci adorate    | 682  | soprano solista, 2 violins, viola i continu             |

### Serenates i altres grans obres vocals
| Obra                                 | RV  | Forma, solistes i instrumentació (Totes amb baix continu)                                |
| ------------------------------------ | --- | ---------------------------------------------------------------------------------------- |
| Le gare del dovere                   | 688 | (perduda)                                                                                |
| Le gare della giustitia e della pace | 689 | (perduda)                                                                                |
| Mio cor povero cor                   | 690 | "Serenata a 3" per a 2 sopranos, tenor, 2 oboès, 2 trompes, violí solista, corda         |
| Il Mopso                             | 691 | "Egloga pescatoria" (perduda)                                                            |
| Queste Eurilla gentil                | 692 | "Serenata a quattro voci" (perduda)                                                      |
| La Sena festeggiante                 | 693 | "Serenata a 3 voci" per a baix, soprano, contralt, 2 o més flautes, 2 o més oboès, corda |
| L'unione della pace et di marte      | 694 | "Serenata a 3 voci" (perduda)                                                            |
| Gloria e Himeneo                     | 687 | També coneguda com a "Serenata de casament" per a soprano, contralt i corda              |